# Coptophalangium bunigerum
Genre
Espèce
Synonymes
- Opilio buniger Roewer, 1956

Coptophalangium bunigerum, unique représentant du genre Coptophalangium, est une espèce d'opilions eupnois de la famille des Phalangiidae.

## Distribution
Cette espèce est endémique d'Éthiopie.

## Systématique et taxinomie
Cette espèce a été décrite sous le protonyme Opilio buniger par Roewer en 1956. Elle est placée dans le genre Coptophalangium par Staręga en 1984.

## Publications originales
- Roewer, 1956 : « Über Phalangiinae (Phalangiidae, Opiliones Palpatores). (Weitere Weberknechte XIX). » Senckenbergiana biologica, vol. 37, p. 247–318.
- Staręga, 1984 : « Revision der Phalangiidae (Opiliones), III. Die afrikanischen Gattungen der Phalangiinae, nebst Katalog aller afrikanischen Arten der Familie. » Annales Zoologici, vol. 38, p. 1–79.